# Himère
Himère ou Himera (en grec ancien Ἱμέρα) est une ancienne cité grecque de la Grande-Grèce, fondée près du fleuve Himeras en 648 av. J.-C. et annihilée par les forces carthaginoises en 408 av. J.-C.. Située sur la côte septentrionale de la Sicile, à l'est de Palerme, le site archéologique appartient à la commune actuelle de Termini Imerese.

## Histoire

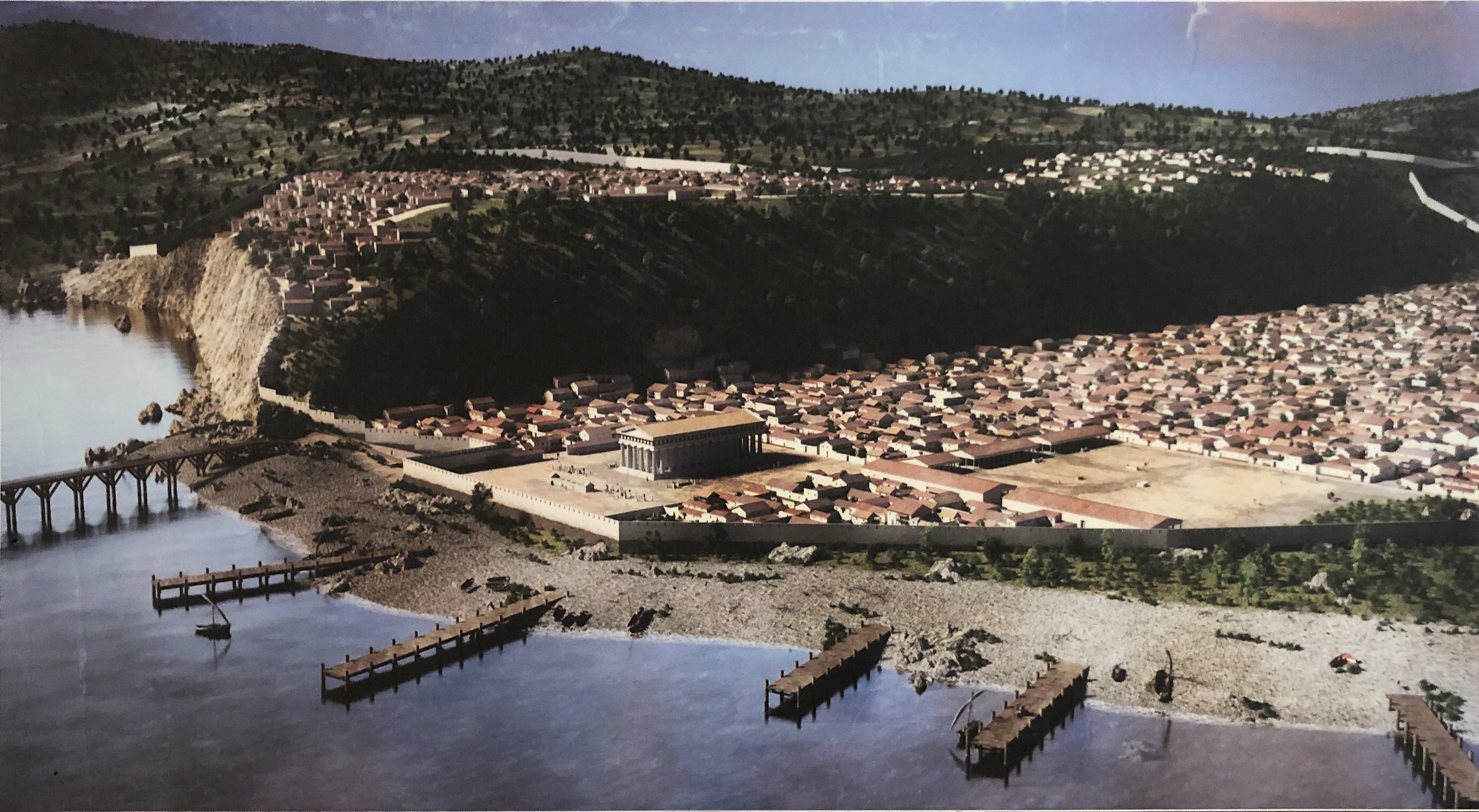
Reconstitution d'Himère.

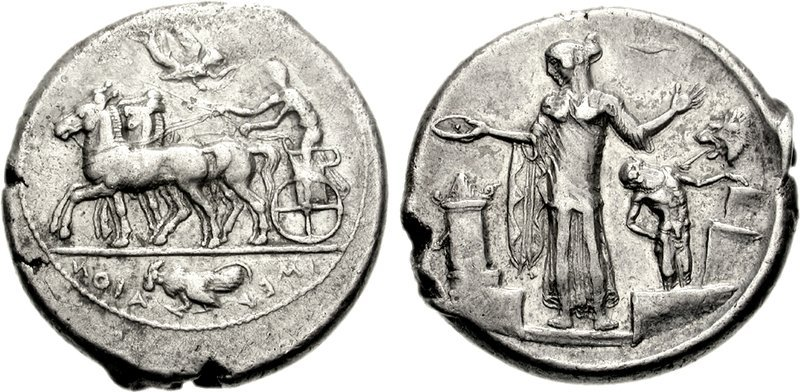
Tétradrachme d'Himère (440-425 av. J.-C.).

Himère a été fondée par des Chalcidiens de Zancle (Messine) et des exilés de Syracuse vers -648, sur une colline à l’embouchure de l’Imera septentrionale, formant une « colonie mixte, où l’on parle un dialecte dorico-chalcidien ». Elle est la colonie grecque la plus à l'ouest du nord de la Sicile. Elle bat monnaie portant un coq, blason de la cité. Certaines figurent Himera face à un autel et un silène en arrière-plan se baignant sous une fontaine en forme de tête de lion.
La ville possédait des sources thermales, que les Nymphes auraient fait jaillir en l'honneur d'Héraclès après l'épreuve des bœufs de Géryon.
Avant le début du Ve siècle av. J.-C., les dirigeants de Carthage organisent une colonisation violente de la Sicile occidentale depuis Panormos, afin d'en contrôler les productions vivrières, notamment le blé. L'arrière-pays de la cité d'Himère suscite leurs convoitises. Théron d’Agrigente prend la ville en -482, chassant le tyran Térillos. Celui-ci, avec son gendre, Anaxilas, tyran de Rhégion, appelle Carthage en soutien. L'armée punique d'Hamilcar de Giscon y est vaincue en -480 par Gélon, tyran de Syracuse. C'est, selon les historiens, la première bataille d'Himère.
Mais, en -409, la ville est prise par les Carthaginois qui s'acharnent à massacrer la population. Hannibal de Giscon, le général victorieux, fait même détruire, en -408, jusqu'aux fondements de pierre de la cité honnie, symbole de l'hégémonie grecque sur les côtes septentrionales de la mer Méditerranée. En rasant ses fondations, il venge aussi l'honneur de son ancêtre humilié.
La cité est la patrie du poète antique sicilien Stésichore (640-550), à qui elle a consacré une statue en bronze, en vieillard penché sur un livre. Elle est volée en même temps qu'une allégorie en bronze de la cité par les Carthaginois lors de leur victoire, et elles sont rendues toutes deux en -146 par Scipion Émilien aux habitants de Thermae, descendants des Himériens, avant de faire l'objet de la convoitise de Verrès.

### Liste des tyrans d'Himère
- Vers 483-480 av. J.-C. : Térillos. En 480 av. J.-C., il participe à la première guerre gréco-punique au côté des Carthaginois et d'Anaxilas II, tyran de Rhêgion, contre Gélon, tyran de Syracuse, et Théron, tyran d'Acragas.

## Archéologie
Les fouilles de l'acropole sont menées à partir de 1963. Elle est encadrée par des portiques, avec un autel monumental et quatre temples sans colonnade : le temple B, à deux pièces, du VIIe siècle, sous le temple A, du siècle suivant, à trois pièces. Le temple C, plus au nord, est construit au début du Ve siècle avec deux pièces. Au sud des deux premiers temples, le temple D date du troisième quart du VIe siècle. On le pense consacré à Athéna, sur la base d'un graffiti gravé sur un pied de coupe.
Au pied de l'acropole, Himère conserve les vestiges d'un « temple de la Victoire » périptère hexastyle, d'ordre dorique. Il présentait 6 colonnes de largeur et de 14 colonnes de largeur, soit 22 × 56 mètres, avec pronaos et opisthodome. Une frise de fleurs de lotus et de palmettes couronnait le temple. L'hypothèse que ce temple ait été érigé pour commémorer la victoire de -480 sur les Carthaginois n'est pas acceptée de tous.
Deux statuettes en bronze, une Athéna et un fidèle faisant une offrande, ainsi que des restes de métopes et acrotères en terre cuite, ont été retrouvés dans le temple A. Des éléments architectoniques sont présentés au musée régional archéologique de Palerme, entre autres, de très belles gargouilles provenant du temple de la Victoire, en forme de tête de lion.
On a également découvert trois nécropoles, dont l'une d'une dizaine de milliers de tombes, et en 2011 des fosses communes où ont été ensevelis combattants et chevaux.
Trois zones d'habitation ont été mises au jour : un quartier du Ve, sur un habitat dispersé du siècle précédent, est régie par un plan strict, orienté est-ouest, avec des bandes de 32 m de côté ; un quartier archaïque dans la plaine dès les origines, qui se développe au Ve siècle ; d'autres maisons du Ve siècle.
Il existe également les vestiges des remparts.

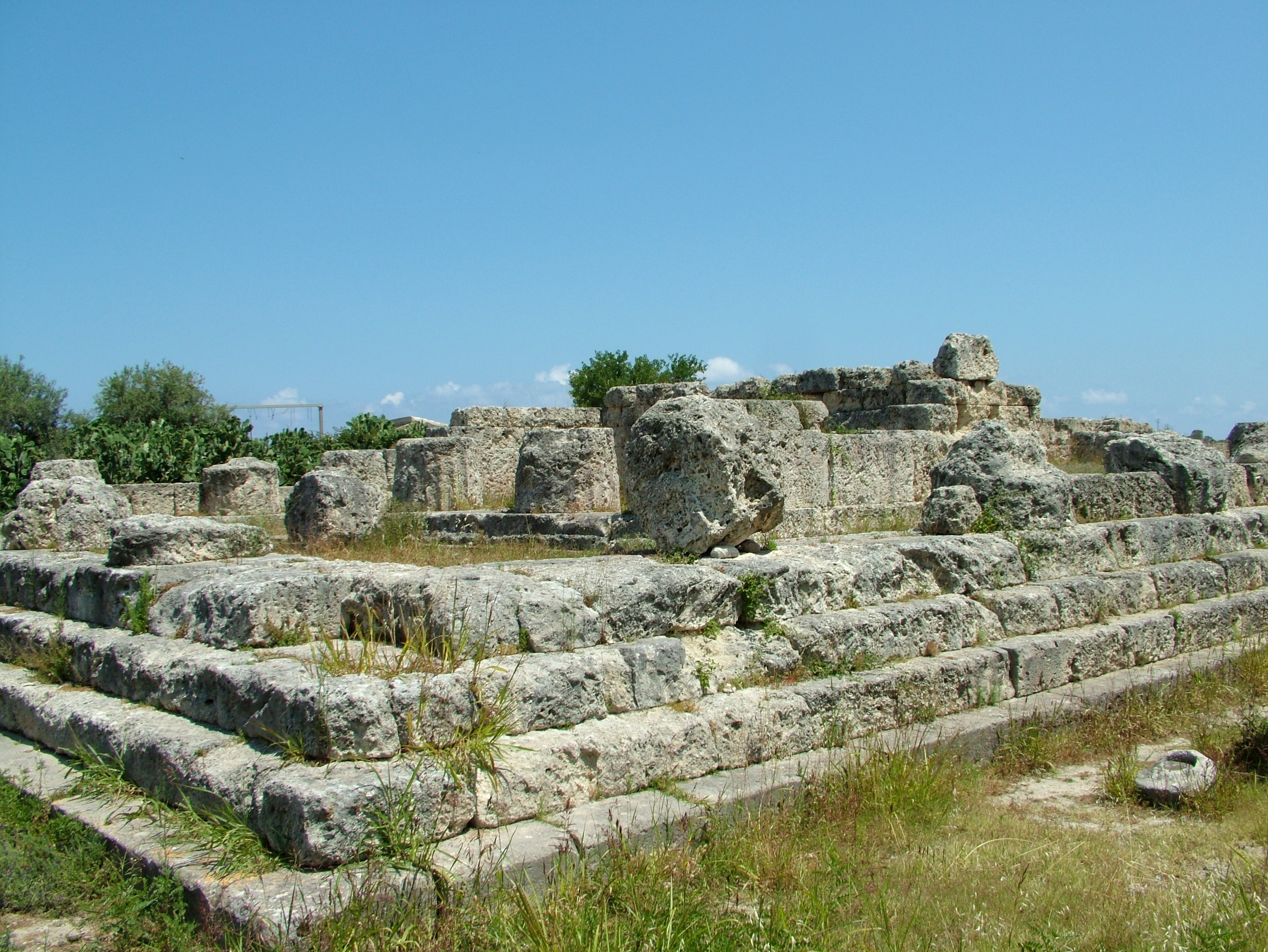
Temple de la Victoire, à Himère
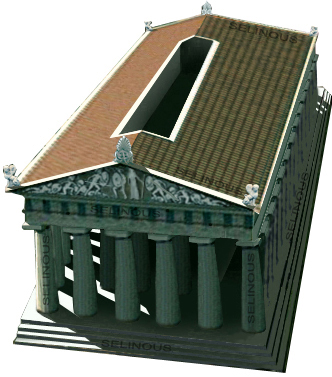
Reconstitution du temple de la Victoire d'Himère
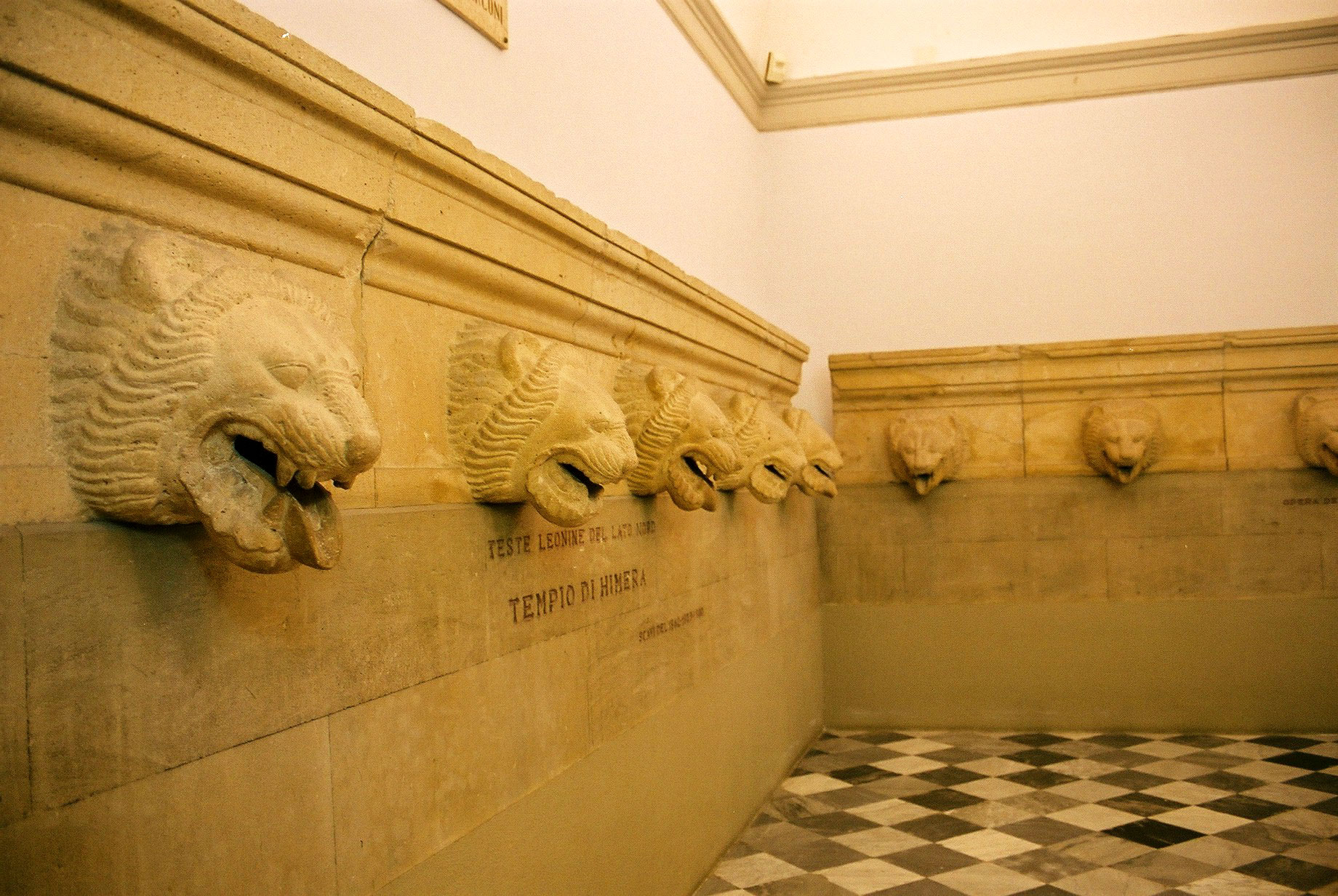
Gargouilles du temple de la Victoire, à Himère (musée archéologique de Palerme)

## Paléoanthropologie
En 2022, les génomes de 21 soldats, morts en 480 av. J.-C. et enterrés dans deux fosses communes, ont été comparés à ceux d'Européens ayant vécu entre le Néolithique et l'époque hellénistique : 12 étaient grecs, 3 originaires d'Europe de l'Ouest, 2 de l'est de la Baltique, 2 du Caucase et 2 des steppes eurasiennes.